# Pseudodipsas myrmecophila
Pseudodipsas myrmecophila is een vlinder uit de familie van de Lycaenidae. De wetenschappelijke naam van de soort is voor het eerst geldig gepubliceerd in 1913 door Waterhouse & Lyell.